# Luke Cowan-Dickie
Pour les articles homonymes, voir Cowan et Dickie.
Pas d'image ? Cliquez ici

a Compétitions nationales et continentales officielles uniquement.

b Matchs officiels uniquement.
Dernière mise à jour le 30 juillet 2025.
Luke Cowan-Dickie, né le 20 juin 1993 à Truro (Angleterre), est un joueur international anglais de rugby à XV évoluant au poste de talonneur. Il joue en Premiership au sein du club des Sale Sharks depuis 2023, ainsi qu'en équipe d'Angleterre depuis 2015.

## Biographie

### Carrière en club

#### Exeter Chiefs (2011-2023)
Originaire du Sud-Ouest de l'Angleterre, il commence le rugby avec le club phare local des Cornish Pirates. Il y côtoie alors un autre futur international anglais, Jack Nowell. Il fait ses débuts avec les Exeter Chiefs le 19 novembre 2011 contre Cavalieri Prato en Challenge européen. Néanmoins, il reste la plupart du temps en prêt avec Plymouth Albion en RFU Championship jusqu'en 2014.
À la fin de la 2017-2018, il est nommé dans l'équipe type de Premiership. 
Durant la saison 2019-2020, son club est dans un premier temps finaliste de la Coupe d'Europe contre le Racing 92. Il est titulaire et marque le premier essai du match qui se termine par une victoire anglaise 31 à 27,. En championnat son équipe est également finaliste. Les Chiefs rencontrent les Wasps. Luke Cowan-Dickie est titularisé et les siens l'emportent 19 à 13 et réalisent ainsi le doublé Coupe d'Europe/Championnat,. Il est ensuite retenu dans l'équipe type de Premiership de la saison. 
En 2020-2021, Exeter se qualifie jusqu'en finale du championnat où il affronte les Harlequins. Pour cette rencontre, Luke Cowan-Dickie est titulaire en première ligne aux côtés d'Alec Hepburn et Harry Williams. Son équipe est battue de justesse en toute fin de match et s'incline sur le scorede 38 à 40,. 

#### Sale Sharks (depuis 2023)
Le 5 décembre 2022, le club de Montpellier Hérault rugby annonce la signature de Cowan-Dickie pour la saison 2023-2024. Dans l'optique de venir passer sa visite médicale, en avril, il fait parler de lui négativement en terminant une soirée trop arrosée en cellule de dégrisement et ne se présente pas au club lors de la deuxième journée de tests. Il revient quelque temps plus tard et au moment de sa deuxième visite médicale, il est déclaré inapte à la pratique du rugby en France à cause de problèmes aux cervicales entraînant un manque de force à son bras droit, il ne rejoint donc pas le MHR. Finalement, il reste en Angleterre mais fait son départ d'Exeter en signant pour le club des Sale Sharks.

### Carrière internationale
Il a joué dans les différentes équipes d'Angleterre de jeunes des moins de 18 ans au moins de 20 ans ainsi que pour l'équipe de développement anglaise des England Saxons.
Le 20 mai 2015, il est retenu par le sélectionneur anglais Stuart Lancaster dans un groupe de 50 joueurs appelés pour préparer la Coupe du monde 2015. Il connait sa première cape avec l'Angleterre à l'été 2015 à l'occasion d'un match de préparation contre la France au Stade de Twickenham, lorsqu'il remplace en seconde période Rob Webber. Il n'est finalement pas retenu dans l'équipe finale qui dispute la Coupe du monde, devancé par Jamie George, avec qui il était en concurrence pour être le troisième talonneur de l'équipe,.
Initialement non sélectionné par le nouveau sélectionneur Eddie Jones pour le Tournoi des Six Nations 2016, il profite de la blessure de Jamie George pour intégrer le groupe anglais en cours de compétition. Il participe alors aux deux dernières rencontres du tournoi en tant que remplaçant de Dylan Hartley et les Anglais remportent s'imposent en réalisant le Grand Chelem. Luke Cowan-Dickie remporte alors son premier trophée en équipe nationale.
Il est ensuite sélectionné avec le XV de la Rose pour la tournée d'été 2016 en Australie, durant laquelle il ne joue qu'un match face aux Wallabies à cause de la concurrence de George et Hartley à son poste.
Après deux ans sans sélections, Cowan-Dickie est de retour en équipe nationale pour la tournée estivale 2018 en Afrique du Sud.
En juillet 2019, il est sélectionné avec l'Angleterre pour préparer la Coupe du monde 2019. Il joue quatre matchs amicaux durant l'été, dont deux titularisations et marque deux essais, avant d'être appelé dans le groupe définitif de 31 joueurs pour le mondial. Pour le premier match de son pays dans la compétition, il est remplaçant de Jamie George face aux Tonga, inscrit un essai et son équipe s'impose 35-3. Il est ensuite titularisé par son entraîneur pour le deuxième match face aux États-Unis et marque un deuxième essai dans cette compétition, puis retourne sur le banc pour la rencontre face à l'Argentine remportée par les Anglais, avec notamment un nouvel essai de Cowan-Dickie, qui se qualifient donc pour les phases finales de la compétition. En quarts de finale contre l'Australie, il entre encore une fois à la place de George en cours de match et les siens l'emportent 40 à 16. Les Anglais éliminent ensuite la Nouvelle-Zélande avant de retrouver l'Afrique du Sud en finale. Pour cette rencontre, Luke Cowan-Dickie est toujours remplaçant en début de partie, puis remplace George à la  59e minutes. Le XV de la Rose est cependant battu en finale par les Springboks sur le score de 32 à 12,.
Il est retenu pour le Tournoi des Six Nations 2021, durant lequel il joue tous les matchs alternant avec Jamie George pour la place de titulaire à son poste.
En 2021, il est retenu pour participer à la tournée 2021 des Lions britanniques et irlandais contre les Springboks. Il est titulaire lors des deux premiers matchs et inscrit même un essai lors du premier test, il est cependant remplaçant lors du dernier test. Les Lions ne parviennent pas à remporter la Tournée et sont défaits 2-1.
Cowan-Dickie est appelé pour les tests internationaux d'automne 2021. Cependant, il se blesse et ne joue donc aucun match. Trois mois plus tard, il est fait son retour pour participer au Tournoi des Six Nations 2022. Il joue les trois premiers matchs, dont deux en tant que titulaire, avant de se blesser face au pays de Galles, mettant fin à son tournoi qui voit son pays terminer en troisième position.
En janvier 2024, il est ensuite sélectionné pour le Tournoi des Six Nations 2024. Cependant, à la suite d'une blessure survenue avec son club, il est forcé de déclarer forfait pour la première journée. Mi-février, remis de sa blessure, il est appelé pour préparer la troisième journée.
Début mai 2025, il est convoqué pour la tournée des Lions britanniques et irlandais en Australie. Il y joua la première rencontre face à l'Argentine.  

## Statistiques en équipe nationale
- 49 sélections, 45 points (9 essais)
- Sélections par année : 1 en 2015, 4 en 2016, 3 en 2018, 14 en 2019, 4 en 2020, 5 en 2021, 10 en 2022 3 en 2024
- Tournois des Six Nations disputés : 2016, 2018, 2019, 2020, 2021, 2022
- Coupe du monde disputé : 2019

## Palmarès

### En club
- Exeter Chiefs
  - Vainqueur de la Coupe anglo-galloise en 2014 et 2018
  - Finaliste de la Coupe anglo-galloise en 2015
  - Finaliste du Championnat d'Angleterre en 2016, 2018, 2019 et 2021
  - Vainqueur du Championnat d'Angleterre en 2017 et 2020
  - Vainqueur de la Coupe d'Europe en 2020

### En équipe nationale
- Angleterre -20
  - Vainqueur de la Coupe du monde des moins de 20 ans en 2013
  - Vainqueur du Tournoi des Six Nations des moins de 20 ans en 2013

- Angleterre
  - Vainqueur du Tournoi des Six Nations en 2016 (Grand Chelem) et 2020
  - Vainqueur de la Triple Couronne en 2016 et 2020
  - Vainqueur de la Coupe d'automne des nations en 2020

### Distinctions personnelles
- Membre de l'équipe type du Championnat d'Angleterre en 2018 et 2020